# Sight & Sound
«Sight & Sound» (укр. «Вигляд і звучання») — щомісячний британський журнал про кіно, який видається з 1932 року, з 1934 — за підтримки Британського інституту кінематографії. До 1991 року, цей часопис виходив один раз на квартал.
«Sight & Sound», зазвичай оприлюднює рецензії на всі фільми, що виходять у Великій Британії, із зазначенням повного складу знімальної групи. Напередодні великих прем'єр, там  друкують розгорнуті інтерв'ю з режисерами та акторами. 

## Опитування
Журнал, раніше за своїх суперників (на зразок французького «Positif»), став поширювати списки найбільших фільмів «усіх часів», які оновлюються кожне десятиліття. Списки складаються за підсумками опитування професіоналів у галузі кіно з усього світу. Попри те, що після «Sight & Sound», такі переліки стали складати й інші видання, список Sight & Sound, як і раніше, зберігає свою поважність. За словами Роджера Еберта, серед усіх рейтингів це єдиний, який кінопрофесіонали сприймають серйозно.
За підсумками опитування 1952 року, найкращими фільмами були названі: «Викрадачі велосипедів», «Золота лихоманка» та «Вогні великого міста». Через 10 років перше місце посів «Громадянин Кейн», який зберігав першість протягом півстоліття. За ним, довгий час йшли «Правила гри» Жана Ренуара — «найвеличніший» із фільмів, знятих у Європі. За підсумками опитування 2012 року, в якому взяли участь 846 кінокритиків, «Громадянина Кейна» вперше обійшов гічкоківський трилер «Запаморочення». З 358 опитаних 2012 року режисерів, більшість назвала найкращим, фільм Ясудзіро Одзу «Токійська повість».

### «Режисерський» рейтинг фільмів 2012 року[6]
| Номер | Назва                      | Рік  | Режисер              |
| ----- | -------------------------- | ---- | -------------------- |
| 1     | Токійська повість          | 1953 | Одзу Ясудзіро        |
| 2     | Космічна одіссея 2001 року | 1968 | Стенлі Кубрик        |
| 3     | Громадянин Кейн            | 1941 | Орсон Веллс          |
| 4     | Вісім з половиною          | 1963 | Федеріко Фелліні     |
| 5     | Таксист                    | 1976 | Мартін Скорсезе      |
| 6     | Апокаліпсис сьогодні       | 1979 | Френсіс Форд Коппола |
| 7     | Хрещений батько            | 1972 | Френсіс Форд Коппола |
| 8     | Запаморочення              | 1958 | Альфред Гічкок       |
| 9     | Дзеркало                   | 1974 | Андрій Тарковський   |
| 10    | Викрадачі велосипедів      | 1948 | Вітторіо де Сіка     |

### Рейтинг документальних фільмів
Влітку 2014 року, було вперше проведено опитування для складання рейтингу документальних фільмів. Найкращим документальним фільмом усіх часів було названо «Людину з кіноапаратом» одесита Дзиґи Вертова, де здебільшого показано життя України часів НЕП-у.